# Kalehenui
Kalehenui („Kalehe Veliki“) bio je havajski poglavica porijeklom sa Tahitija koji je vladao mestom zvanim Koʻolau na ostrvu Oahuu. Živeo je u 11. veku.
Njegovi roditelji su bili čarobnjak Maveke sa Tahitija i njegova žena Naiolaukea, a braća Keaunui i Mulielealii. (Keaunuijeva slavna ćerka je bila poglavarka Nuakea od Molokaija.)
Maveke je Kalehenuiju dao da vlada Koʻolauom.

## Brak
Kalehenuijeva supruga je bila žena zvana Kahinao (Kahinalo, Kahinalu).
Jedino poznato dete Kalehenuija i njegove supruge bila je poglavarka Koʻolaua zvana Hinakaimauliava, čija je ćerka bila Mualani.
| Muškarac      | Žena            | Deca            |
| ------------- | --------------- | --------------- |
| Maveke        | Naiolaukea      | Mulielealii     |
| Maveke        | Naiolaukea      | Keaunui         |
| Maveke        | Naiolaukea      | Kalehenui       |
| Kalehenui     | Kahinalo        | Hinakaimauliava |
| Kahivakapu    | Hinakaimauliava | Mualani         |
| Kaomealani    | Mualani         | Kuomua          |
| Kaomealani    | Mualani         | Kapuaamua       |
| Kuomua        | Kapuaamua       | Kavalevaleoku   |
| Kavalevaleoku | Unaula          | Kaulaulaokalani |